# Moïse Tshombe
Moïse Kapenda Tshombe (Musumba, 18 november 1919 - El-Biar, 29 juni 1969) was een Congolese zakenman en politicus. Hij diende als president van de afscheidingsstaat Katanga van 1960 tot 1963 en als premier van de Democratische Republiek Congo van 1964 tot 1965.

## Biografie

### Jeugd
Moïse Tshombe is geboren in Musumba (Katanga), als de zoon van een welgesteld zakenman en hoorde bij het volk van de Lunda. Tshombe genoot een hogere opleiding voordat hij begon met het beheer van de winkelketen van zijn vader. Als zakenman was hij niet succesvol. Hij liep zelfs gevangenisstraf op wegens wanbetaling.

### Politieke carrière
Hij kwam reeds vroeg in aanraking met de politiek en in de jaren vijftig raakt hij ook begeesterd door het idee van een onafhankelijk Congo. In dit kader sticht hij de CONAKAT, een sterk regionalistische partij die nagenoeg uitsluitend aanhangers had in de rijke koperprovincie Katanga. 
In oktober 1958 stichtte Patrice Lumumba het Mouvement National Congolais (kortweg MNC genoemd). Lumumba predikte echter het unitarisme waardoor de rijkdommen van de welstellende provincies ook de rest van Congo ten goede zouden kunnen komen.

### Onafhankelijkheid van Congo

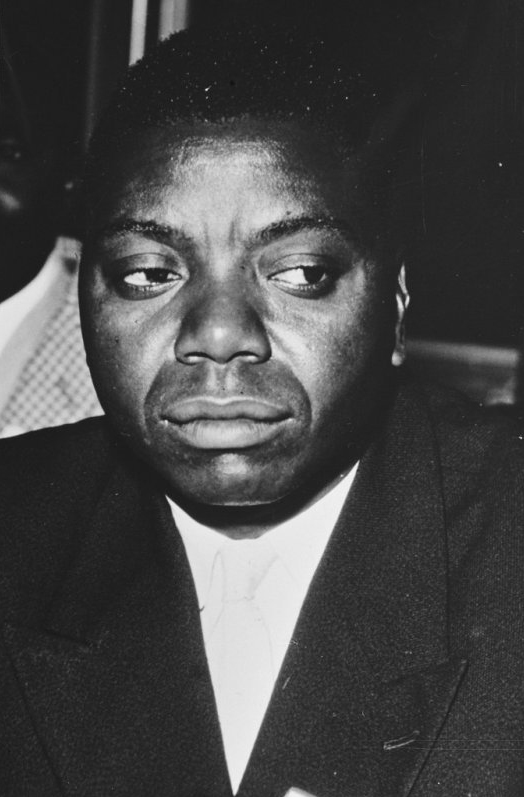
Tshombe op de Belgo-Congolese Rondetafelconferentie, 1960.

Na de Belgo-Congolese rondetafelconferentie over de Congolese onafhankelijkheid won het MNC van Lumumba de verkiezingen. Na de onafhankelijkheid op 30 juni 1960 kreeg Lumumba de functie van eerste minister, terwijl Joseph Kasavubu, leider van de ABAKO-partij, president werd.

### Congocrisis

#### Muiterij
Nauwelijks 4 dagen na de onafhankelijkheid begon de zogenaamde Congocrisis: een muiterij van militairen leidde tot de massale uittocht van de in Congo gebleven Belgen, die zich bedreigd voelden. De Belgische regering stuurde militairen naar de ex-kolonie om de Europese inwoners daar te beschermen.

#### Katangese afscheiding
Op 11 juli 1960 riep Tshombe, hierin gesteund door de Union Minière du Haut Katanga, de onafhankelijkheid van Katanga uit. Belgische legereenheden speelden een vitale rol in het ontwapenen van Congolese soldaten die trouw bleven aan Lumumba.
Lumumba riep de hulp in van de Verenigde Naties die troepen met een beperkt mandaat naar Congo stuurden. Lumumba werd gearresteerd door de militaire leider Joseph-Désiré Mobutu en aan Katanga uitgeleverd waar hij door het leger onder Munongo om het leven werd gebracht.
In september 1961 begonnen er vijandelijkheden tussen de VN-veiligheidsmacht en het legertje van Katanga, de Gendarmerie. De Katangezen wonnen een eerste ronde, waarop VN-secretaris-generaal Dag Hammarskjöld naar Rhodesië vloog om Tshombe te ontmoeten. Zijn vliegtuig stortte echter neer.
Geen enkel land erkende de afgescheurde koperprovincie als staat, maar toch kon Tshombe tot begin 1963 standhouden, o.a. dankzij verdoken Belgische algemene steun en openlijke financiële steun van de Union Minière.
Na het opdoeken van de secessie bleef Tshombe nog een tijdje in Katanga en bedong amnestie.

#### Premierschap van Congo

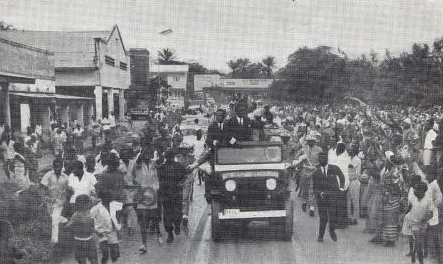
Premier Tshombe op tournee in Stanleystad in 1964

Pas in juni 1963 vertrok hij naar Spanje, waar hij als banneling verbleef tot in juli 1964, wanneer hij de post aanvaardt van Congolees eerste minister. Zijn partij won de democratische parlementsverkiezingen van 1965 met glans. Tshombe werd daarmee een bedreiging voor president Kasavubu. Op basis van juridisch geredekavel werd hij afgezet. Daarop volgde een zeer verwarde periode, die eindigde met een nieuwe staatsgreep van kolonel Mobutu. Tshombe vluchtte opnieuw naar Spanje. Mobutu liet hem bij verstek ter dood veroordelen door een militaire rechtbank. Vanuit Spanje bleef Tshombe ageren tegen Mobutu, o.a. door een huurlingenleger op de been te brengen.
In juni 1967 werd een vliegtuigje waarin Tshombe zich verplaatste gekaapt door Francis Bodenan, een huurling van wie nooit duidelijk werd voor wiens rekening hij precies werkte, die de piloten dwong koers te zetten naar Algiers. Alle inzittenden, ook Tshombe, werden daar gearresteerd, en Tshombe werd in Algerije onder huisarrest geplaatst. Mobutu's afgevaardigde Bernadin  Mungul-Diaka eiste daarop zijn uitlevering, die het Algerijnse hooggerechtshof toekende op 21 juli 1967.

### Dood
Tshombe werd echter nooit uitgeleverd en overleed twee jaar later nabij Algiers. Volgens 11 wetenschappers stierf hij aan een hartaanval, hetgeen een dag later werd bevestigd door een autopsie op 30 juni. Tshombe werd daarop overgevlogen naar Brussel, waar hij op 5 juli 1969 werd begraven op de begraafplaats van Etterbeek.